# Pleasant Prairie Township
Pleasant Prairie Township est une municipalité du comté de Martin dans le Minnesota. La population était de 273 habitants en 2000.

## Géographie
D'après le United States Census Bureau, la municipalité a une surface de 93,2 km² (36,0 mi²). Dont 92,7 km2 (35,8 mi²) sont des terres et 0,5 km2 (0,2 mi²) de l'eau.

## Démographie
En 2000, il y avait 273 habitants, dont 113 ménages, et 82 familles résident dans la municipalité.
| Communauté         | Pourcentage de la population |
| ------------------ | ---------------------------- |
| Blancs             | 98,90 %                      |
| Amérindiens        | 0,37 %                       |
| autres communautés | 0,73 %                       |
| Hispaniques        | 0,37 %                       |

Sur les 113 ménages, 29,2 % ont un enfant de moins de 18 ans, 66,4 % sont des couples mariés, 2,7 % n'ont pas de maris présents, et 27,4 % ne sont pas des familles. 25,7 % de ces ménages sont faits d'une personne dont 15,0 % d'une personne de 65 ans ou plus.
| Tranches d'âge  | Pourcentages de la population |
| --------------- | ----------------------------- |
| moins de 18 ans | 23,4 %                        |
| de 18 à 24 ans  | 6,2 %                         |
| de 25 à 44 ans  | 22,0 %                        |
| de 45 à 64 ans  | 26,7 %                        |
| 65 ans ou plus  | 21,6 %                        |

L'âge moyen de la population est de 44 ans. Pour 100 femmes il y 111,6 hommes. Pour 100 femmes de 18 ou plus, il y a 102,9 hommes.
Le revenu moyen d'un ménage est de 34 375 $, et celui d'une famille de 42 000 $. Les hommes ont un revenu moyen de 21 818 $ contre 24 000 $ pour les femmes. Le revenu par tête est de 15 325 $. Près de 5,6 % des familles et 12,9 % de la population vit en dessous du seuil de pauvreté, dont 17,4 % de ceux en dessous de 18 ans et 21,7 % de ceux de 65 et plus.